# Tomba excavada a la roca

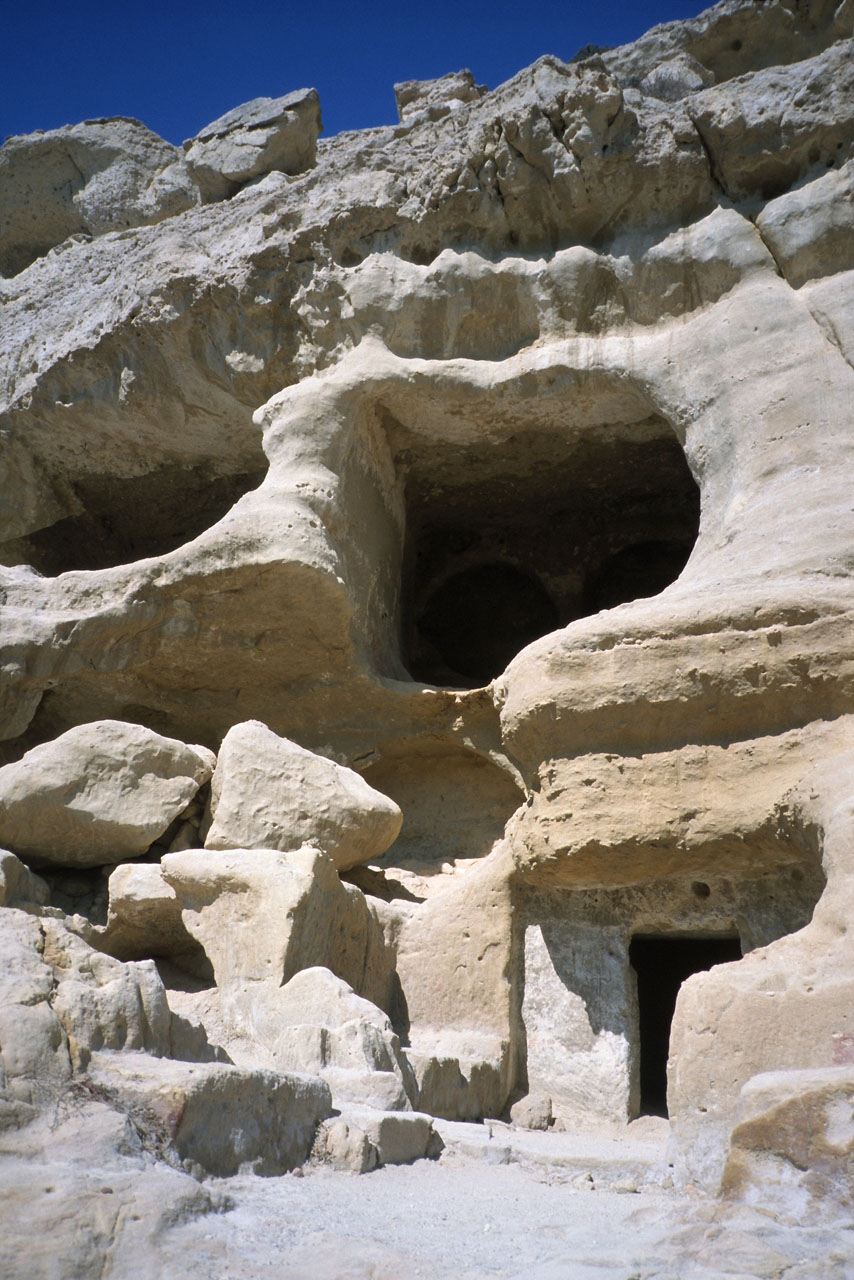
Tombes excavades a la roca a Matala (Creta).

Una tomba excavada a la roca, també anomenada sovint tomba rupestre, habitualment consisteix en una cova creada artificialment i pensada per a ser emprada com a tomba. L'egiptòleg britànic Aidan Dodson les defineix com a tombes tallades a la roca a les quals no se'ls ha afegit cap mena de superestructura d'obra destacable. Les tombes excavades a la roca formen part d'una llarga tradició de construccions rupestres que es troben sobretot a l'Àsia i a la conca del Mediterrani. S'excaven tombes a la roca en diverses cultures i civilitzacions des del Neolític. A la zona central de la Mediterrània, les tombes excavades a la roca són un element característic del calcolític.

## Edat del bronze i edat del ferro

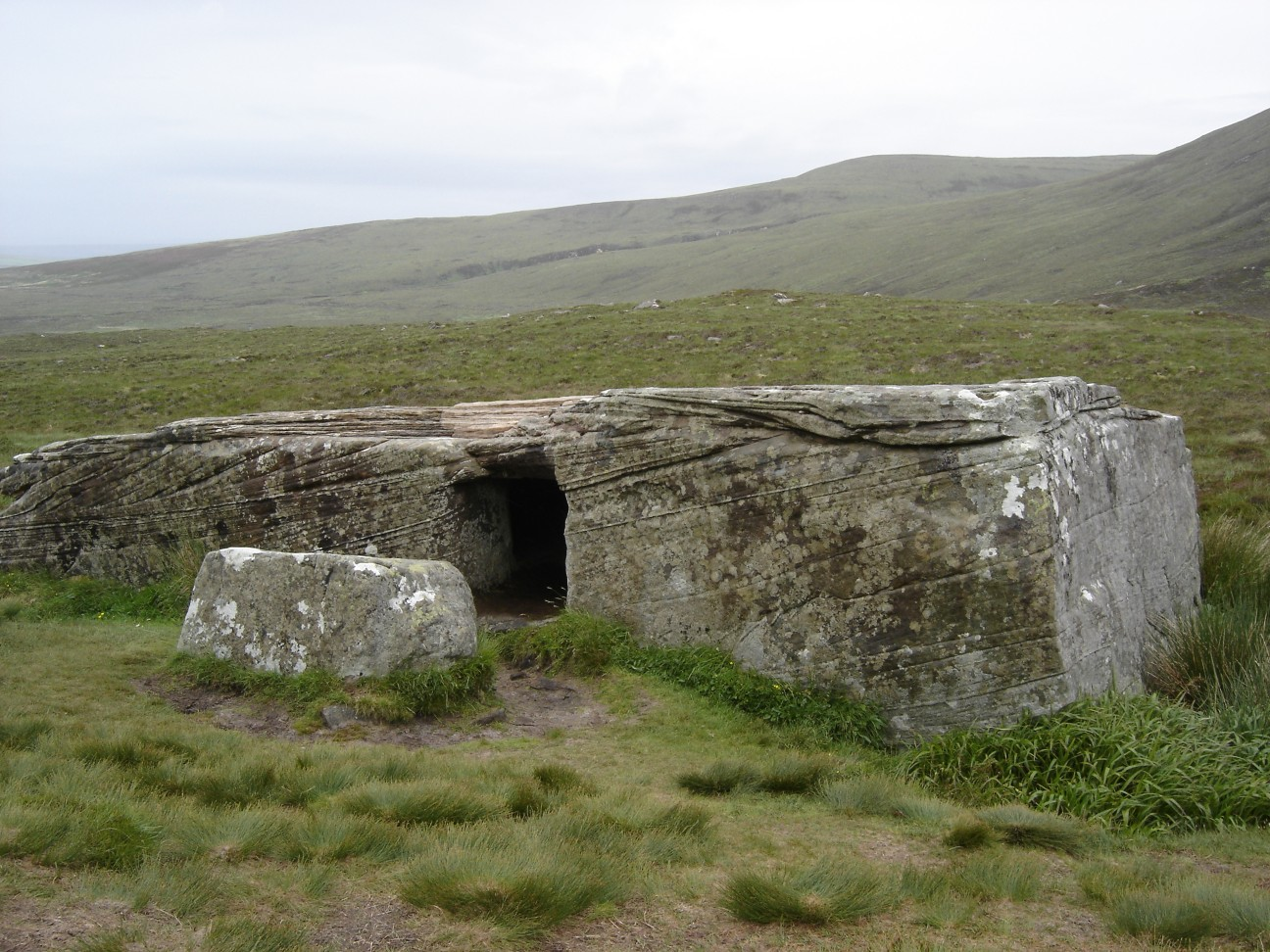
Dwarfie Stane, Illa d'Hoy, Òrcades.

Amb les noves eines de l'edat del bronze i de l'edat del ferro, es va simplificar l'excavació de pedres de major duresa i per això augmentà la quantitat d'excavacions i la mida d'aquestes excavacions. D'aquesta època, es troben mostres de tombes excavades a la roca des de l'Orient Mitjà, passant per Xipre (Salamina) fins a les Òrcades (Dwarfie Stane -La pedra dels nans- a l'illa d'Hoy). A les Cíclades, la construcció d'aquest tipus de tombes es realitza sobretot a principis de l'edat del bronze.

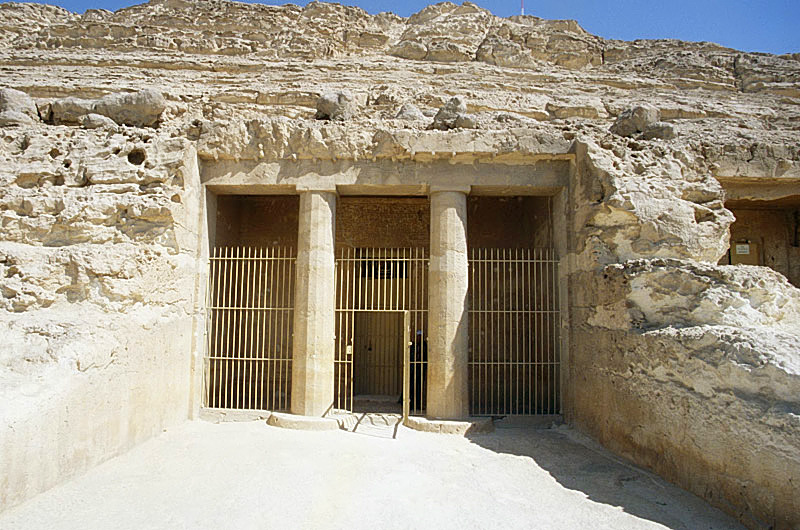
Tomba de Khnumhotep II, a Beni Hassan.

A Urartu (a l'actual Armènia), durant l'edat del ferro, les tombes excavades a la roca eren generalment reservades a les classes altes.

## Casos especials
Els hipogeus, com els d'Ħal-Saflieni a Malta, i les catacumbes, com en el cas de les romanes, acostumen a ser tombes excavades a la roca, però les mides de les cambres funeràries i del conjunt de les tombes en si és enorme en comparació. Normalment, contenen passadissos o corredors i més d'una cambra o sala.

## Tombes tardo-romanes i altmedievals als Països Catalans

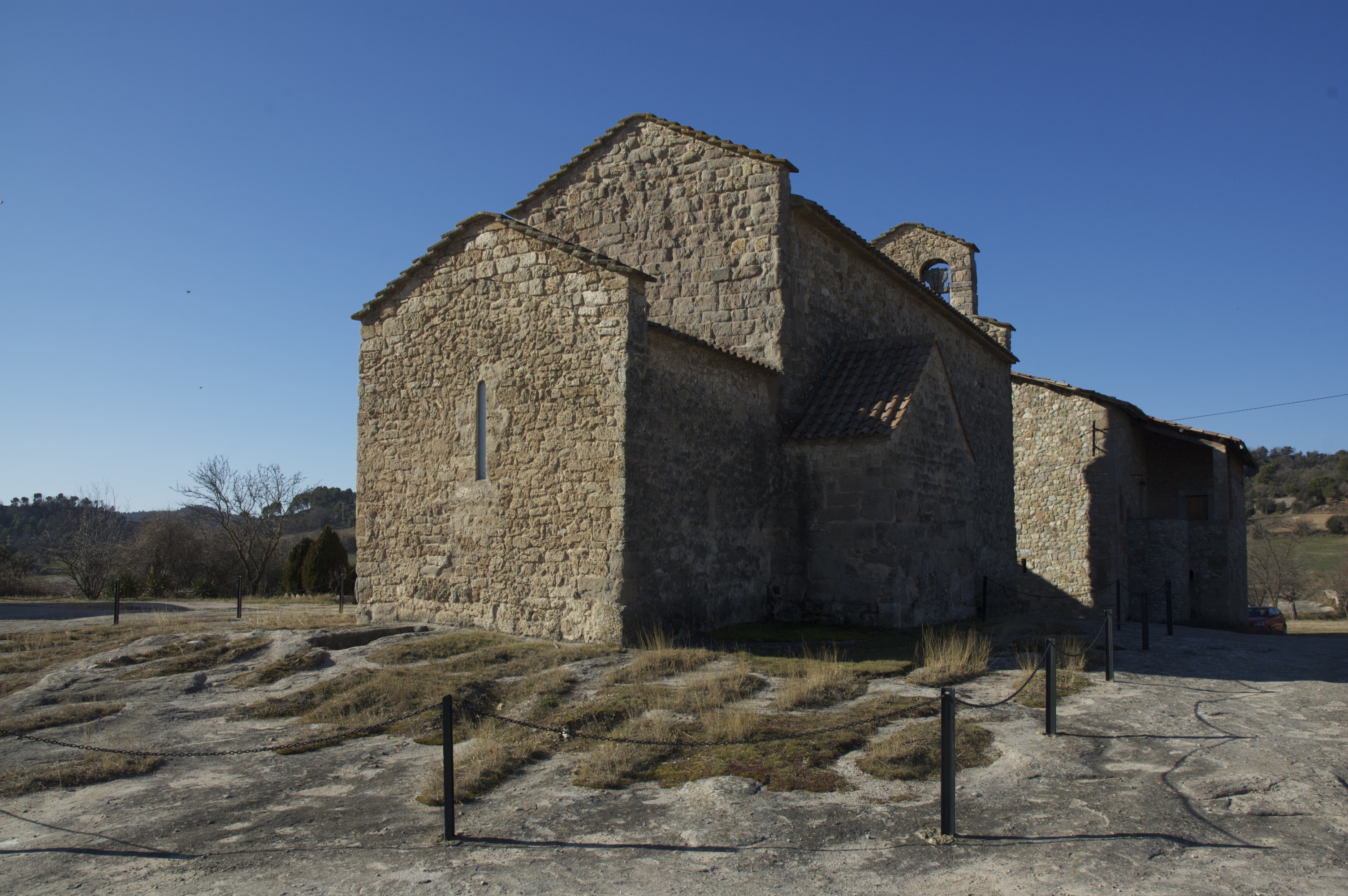
Sant Vicenç d'Obiols i part de la necròpolis de tombes antropomorfes excavades a la roca, actualment cobertes de terra.

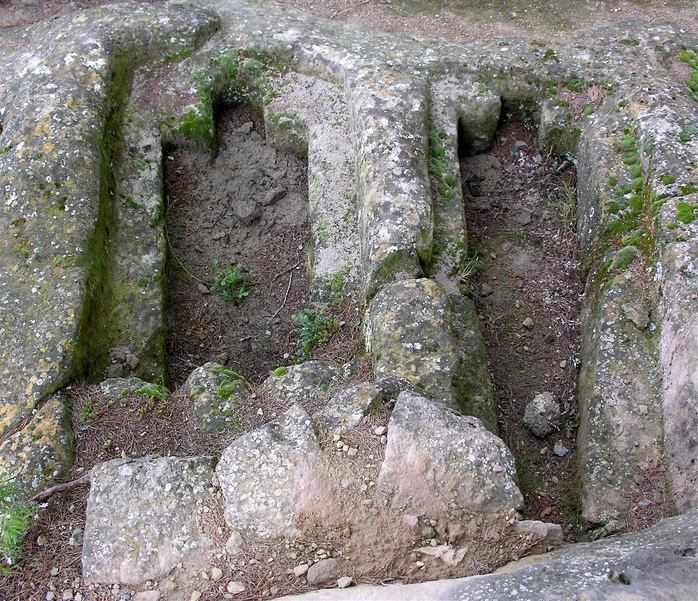
Tombes antropomorfes al Castellot de Viver

Entre els segles VI i XI es dona en diferents punts de la geografia dels Països Catalans un tipus de sepultura excavada horitzontalment a la superfície d'un terreny rocós, amb una profunditat de 30 a 40 cm, en indrets on un aflorament de roca queda descobert. N'hi ha de formes diferents segons el període: entre els segles VI i XI trobem la forma rectangular o trapezoïdal; entre els segles IX i XI es van construir les tombes de forma ovoide o arrodonida i sobretot les tombes antropomorfes, també conegudes com a olerdolanes (pel fet que al conjunt monumental d'Olèrdola és on se'n van descobrir i estudiar per primera vegada en quantitat) i que es caracteritzen pel fet que prenen la forma i la mida de la persona que hi és sebollida, especialment marcant la forma del cap. Habitualment, les tombes es troben a la vora d'una església, per tant, en lloc sagrat o sagrera, i tenen una orientació concreta, cap a l'est, és a dir, amb el cap a ponent i els peus a llevant, la qual cosa s'ha relacionat amb la simbologia cristiana, i fa referència a la Resurrecció, col·locant els peus en direcció cap a Jerusalem.
De tombes amb formes rectangulars i trapezials, de la primera època, se'n troben a tot Catalunya i a les Illes Balears, però de tombes antropomorfes on se n'han trobat més és a la Catalunya Vella. Les comarques on hi ha més casos documentats i estudiats són el Berguedà, Osona i l'Empordà, així com les comarques properes: el Solsonès, el Bages, l'Anoia, el Ripollès i el Gironès. També n'hi ha al Vallès, al Penedès, on hi ha el conjunt d'Olèrdola, al Baix Llobregat i al Maresme. Així mateix també en podem trobar algunes a la rodalia de Lleida (com les de la necròpolis de la Tossa de Baix, al municipi de Rosselló, Segrià).
Alguns exemples remarcables del tipus de tomba antropomorfa es troben al conjunt monumental d'Olèrdola, a Sant Vicenç d'Obiols, a Sant Andreu de cal Pallot, i a Viver, entre d'altres.